# Yannick Carrasco
Yannick Ferreira Carrasco (Elsene, 4 september 1993) is een Belgische voetballer die doorgaans als flankaanvaller speelt. Hij speelde sinds 2018 voor Dalian Yifang, maar in januari 2020 werd hij verhuurd aan Atlético Madrid. Carrasco debuteerde in 2015 in het Belgisch voetbalelftal. In de zomer van 2020 werd hij verkocht aan Atlético Madrid. In september 2023 vertrok Carrasco naar het Saoedische Al-Shabab. Hij trouwde in 2017 met ex-Miss België Noémie Happart, met wie hij een kind heeft.

## Carrière

### Jeugd
Carrasco is een zoon van een Portugese vader en een Spaanse moeder. Op jonge leeftijd sloot hij zich aan bij het plaatselijke Stade Everois, dat hij na twee jaar inruilde voor Diegem Sport. In 2005 belandde de 11-jarige Ferreira Carrasco in de jeugdopleiding van KRC Genk, waar hij samen met Kevin De Bruyne in een gastgezin werd ondergebracht.

### AS Monaco
Op zestienjarige leeftijd koos hij voor een overstap naar AS Monaco, waar hij aanvankelijk werd ondergebracht in het B-elftal. Na afloop van het seizoen 2011/12 werd Claudio Ranieri benoemd als hoofdcoach. Onder de Italiaan groeide de linksbuiten uit tot een vaste waarde. De jonge Belg maakte op 30 juli 2012 zijn competitiedebuut tegen Tours in de Franse Ligue 2. Hij stond meteen aan de aftrap en maakte niet veel later ook zijn eerste doelpunt voor de Monegasken. In de competitie verscheen hij dat seizoen 21 keer aan de aftrap. Monaco werd uiteindelijk kampioen met zes punten voorsprong op Guingamp en promoveerde dus terug naar Ligue 1.
Na de promotie kocht de club Radamel Falcao, James Rodríguez, João Moutinho en Dimitar Berbatov aan. In het nieuwe sterrenelftal van de Monegasken moest de toen twintigjarige Carrasco de concurrentie aangaan met de Zuid-Amerikaanse vleugelspitsen James Rodríguez en Lucas Ocampos. Aangezien Rodríguez onder Ranieri basisspeler werd, moest Carrasco zich in zijn eerste seizoen in Ligue 1 tevreden stellen met veertien basisplaatsen. Op 20 oktober 2013 bezorgde hij zijn team een punt door twee keer te scoren in de uitwedstrijd tegen FC Sochaux. Monaco sloot het seizoen af als vicekampioen, met negen punten achterstand op Paris Saint-Germain.
In de zomer van 2014 werd coach Ranieri opgevolgd door de Portugees Leonardo Jardim en versierde Rodríguez een transfer naar Real Madrid. Na het vertrek van de Colombiaan werd Carrasco basisspeler. Op 20 december 2014 bezorgde hij zijn team in de competitie drie punten door tegen FC Metz na 79 minuten het enige doelpunt van de wedstrijd te scoren. Ook in de groepsfase van de UEFA Champions League was hij als linksbuiten een vaste waarde in het elftal van Jardim. In de heenwedstrijd van de 1/8 finale won Monaco met 1-3 op het veld van Arsenal. Carrasco mocht na 75 minuten invallen voor Berbatov. In de slotseconden van de wedstrijd stormde hij alleen op doelman David Ospina af en zorgde hij voor de derde Franse treffer. Na afloop van het seizoen 2014/15 werd hij door de Europese voetbalbond (UEFA) opgenomen in het ‘Elftal van de Ligue 1’. Dat seizoen was Carrasco in 36 wedstrijden in de Franse competitie, waarvan 33 in de basis, goed voor zes doelpunten en negen assists
Carrasco speelde in drie seizoenen 103 keer voor AS Monaco. Hierin maakte hij 20 doelpunten.

### Atlético Madrid
Carrasco tekende in juli 2015 een contract tot medio 2020 bij de Spaanse topclub Atlético Madrid, de nummer drie van de Primera División in het voorgaande seizoen. Het betaalde circa € 15.000.000,- voor hem. Afhankelijk van zijn prestaties kon die som eventueel nog oplopen. Monaco bekwam ook dat zij bij een eventuele doorverkoop 25% op de meerwaarde zouden opstrijken. hij krijgt het rugnummer 21. Hij moest de opvolger worden van de naar FC Barcelona vertrokken Turk Arda Turan. Coach Diego Simeone ziet een belangrijke rol weggelegd voor de fysiek sterke winger. Simeone zei dat hij van zijn manier van verdedigen en aanvallen houdt, met de nadruk op een-tegen-een-situaties.
Carrasco vierde zijn debuut voor 'Los Rojiblancos' op 30 augustus 2015 in een met 0-3 gewonnen uitwedstrijd tegen FC Sevilla. Hij mocht invallen twintig minuten voor het eindsignaal. Zijn eerste doelpunt maakte hij op 18 oktober 2015 in een uitwedstrijd tegen Real Sociedad. Carrasco haalde in zijn eerste jaar bij Atlético de finale van de Champions League 2015/16 tegen stadsgenoot Real Madrid. Na een achterstand schoot Carrasco (als invaller) in de 79ste minuut van de wedstrijd de 1-1 binnen. Atlético verloor uiteindelijk middels een beslissende strafschoppenreeks. In zijn eerste seizoen kwam Carrasco 43 keer in actie. Hij behaalde 5 doelpunten en gaf 5 beslissende assists.
Bij aanvang van het seizoen 2016/17 nam hij het rugnummer 10 over van de verhuurde Óliver Torres. Op 15 oktober 2016 scoorde Carrasco zijn eerste hattrick in de 7–1 overwinning tegen rode lantaarn Granada CF. Eind oktober 2016 werd bekendgemaakt dat de steunpilaar een contractverlenging krijgt tot 2022. Yannick Carrasco was nu een van de absolute sterkhouders bij "Los Colchoneros". Hij speelde in zijn tweede seizoen 53 wedstrijden en was daarin goed voor 14 doelpunten en 5 assists. Van die 53 wedstrijden was hij 42 keer basisspeler en maakte hij 10 keer de 90 minuten vol.
In zijn derde seizoen (seizoen 2017/18) had hij het veel moeilijker om zich door te zetten. Bij Atlético Madrid kwam al een tijdje niet meer in de plannen voor van coach Simeone voor. Hij mocht dat seizoen nog amper meedoen. Enkel de eerste tweede wedstrijden in La Liga speelde hij de volle 90 minuten, daarna werd hij ofwel vroegtijdig van het veld gehaald, of mocht hij slechts (even) invallen. Soms viel hij zelfs naast de selectie. Daarom hoopte hij op een wintertransfer. Vooral Arsenal en Chelsea worden genoemd. Hij zijn laatste zes maanden bij Atlético werd het erg lastig. Hij wist dat hij niet goed speelde, maar hij besefte ook dat het niet zomaar zijn eigen schuld was.
In 2,5 seizoenen speelde hij 124 wedstrijden voor Atlecico, waarin hij 23 keer het doel trof.

### Dalian Yifang
Op 26 februari 2018 werd bekendgemaakt dat Carrasco vertrekt naar promovendus Dalian Yifang, een Chinese voetbalclub uit Dalian. Ook zijn ploeggenoot Nicolás Gaitán verhuisde mee naar deze club die uitkomt in de Chinese Super League. Hij is na Axel Witsel de tweede Rode Duivel die de overstap naar China gemaakt heeft. Het is een ietwat verrassende keuze voor de tot dan toe nog altijd maar 24-jarige Carrasco. Hij tekende er een contract voor 6 seizoenen en zal er zo'n €10.000.000,- euro netto per jaar opstrijken. Dalian Yifang telt € 10.500.000,- neer voor Carrasco, plus de € 24.000.000,- taks.
Yannick Carrasco maakte zijn debuut op de openingsspeeldag van de China Super League. Daarin ging zijn ploeg Dalian Yifang met zware 8-0-cijfers onderuit tegen vicekampioen Shanghai SIPG. In zijn eerste seizoen bij speelt hij 26 wedstrijden waarin hij 7 doelpunten maakte.
In zijn 2 Chinese seizoenen kwam hij tot 24 doelpunten en 17 assists.

#### Verhuur aan Atlético Madrid
Nadat Atlético tevergeefs hengelde naar de diensten van Edinson Cavani (PSG) zou de Madrileense club bij de piste Carrasco terechtgekomen zijn. Dit was echter plan B, aangezien Carrasco geen 9 is, maar wel een winger. Op 31 januari 2020, net voor het verstrijken van de transferdeadline, bereikte Atlético Madrid een akkoord met Dalian Yifang voor het huren van Carrasco tot het einde van het seizoen 2019/20. Carrasco was dé suprise van de slotdagen van de transferperiode. Carrasco was ook in beeld bij het Engelse Crystal Palace. Atletico betaalt € 3.000.000,- voor de uitleenbeurt. Als de Spanjaarden Carrasco ook wil overkopen, moet het zo'n € 30.000.000,- overmaken aan de Chinese club Dalian. De voorbije maanden liet Carrasco duidelijk blijken dat hij wou vertrekken uit China. De drang naar Europees topvoetbal was groot. Zo is Carrasco weer van waar hij vertrok.
Op 1 februari 2020 vierde Carrasco zijn terugkeer bij Atlético. In de tweede helft mocht hij twintig minuten voor tijd invallen in de stadsderby tegen Real. Hij had amper één training met zijn nieuwe ploeg in de benen, maar Diego Simeone nam hem toch op in zijn kern. Hij kon het tij echter niet meer keren. Er werd verloren met 1-0.
Tot de coronapause in Spanje, vanaf 7 maart, zien we een bleke Carrasco bij Atlético. Zijn spel steunt op een sterke fysiek en de winterbreak in China heeft voor een grote achterstand gezorgd. Zijn cijfers zijn matig: slechts één basisplaats, wat invalbeurten, en weinig impact op het voetbal. In de beide Europese duels met Liverpool moet hij twee keer toekijken.
Sinds de hervatting van La Liga, half juni 2020, ziet men een andere Carrasco. Scherp, sterk, verticaal, mét impact op het spel van Atlético. 'Plan B' heeft heel hard getraind tijdens de pauze en ontwikkelt zich tot plan A. In Camp Nou komt op dinsdag 30 juni 2020 alles samen: met raids op zijn linkerflank brengt hij Barcelona tot wanhoop. De twee strafschoppen die hij uitlokt, beide omgezet door Saúl, leveren Atletico een gelijkspel op. Na afloop van die wedstrijd is Simeone lovend over de Belg: "De Carrasco van vroeger is aan het terugkomen". In juli trok Carrasco de goeie lijn door: hij bleef beslissend. Atlético zal uiteindelijk derde eindigen en, mede dankzij Carrasco, sinds dat duel bij Real niet één wedstrijd meer verliezen. Toen Carrasco arriveerde bij Atlético stonden ze nog op de vijfde plaats in de competitie. Hij speelde in een half seizoen 16 wedstrijden voor ‘Los Colchoneros’, waarin hij één keer scoorde en vier assists gaf.

### Atlético Madrid
Op 8 september tekende Carrasco een contract voor vier jaar bij Atlético Madrid. Het betaalde ruim € 15.000.000,- aan Dalian Yifang. De vleugelspeler speelde immers een belangrijke rol in het laatste deel van vorig seizoen. Carrasco wilde graag blijven en ook Atlético wilde hem definitief terughalen.
In het seizoen van 2020/21 was Carrasco zeker van een stek in de basiself, met 6 goals en 10 assists in La Liga tot gevolg. Vooral in de eindsprint was hij toen beslissend: in de laatste 10 competitiewedstrijden nam hij 4 doelpunten en 6 assists voor zijn rekening en trok hij zo de titel mee over de streep. Atlético is nog maar de tweede club sinds de hegemonie van Barcelona en Real Madrid na de titel van Valencia in 2004.

### Al-Shabab
Ondanks interesse van FC Barcelona vertrok Carrasco in september 2023 verrassend naar Al-Shabab in Saudi-Arabië, waar hij een vorstelijk salaris van € 13.000.000,- per jaar zou gaan verdienen. Carrasco verliet Atlético Madrid voor een tweede keer in zijn carrière. In 2018 koos de Rode Duivel ook al eens voor een lucratief avontuur, toen was China de droombestemming. Aangezien hij zijn laatste contractjaar inging kreeg Atletico nog € 15.000.000,- voor hem. Hij tekende een driejarig contract bij Al-Shabab.

## Clubstatistieken
| Seizoen       | Club              | Competitie         | Competitie | Competitie | Competitie | Beker | Beker | Beker | Internationaal | Internationaal | Internationaal | Totaal | Totaal | Totaal |
| Seizoen       | Club              | Competitie         | Wed.       | Dlp.       | Ass.       | Wed.  | Dlp.  | Ass.  | Wed.           | Dlp.           | Ass.           | Wed.   | Dlp.   | Ass.   |
| ------------- | ----------------- | ------------------ | ---------- | ---------- | ---------- | ----- | ----- | ----- | -------------- | -------------- | -------------- | ------ | ------ | ------ |
| 2012/13       | AS Monaco         | Ligue 2            | 27         | 6          | 6          | 2     | 2     | 1     | —              | —              | —              | 29     | 8      | 7      |
| 2013/14       | AS Monaco         | Ligue 1            | 18         | 3          | 3          | 4     | 1     | 0     | —              | —              | —              | 22     | 4      | 3      |
| 2014/15       | AS Monaco         | Ligue 1            | 36         | 6          | 10         | 6     | 1     | 3     | 10             | 1              | 1              | 52     | 8      | 14     |
| Club Totaal   | Club Totaal       | Club Totaal        | 81         | 15         | 19         | 12    | 4     | 4     | 10             | 1              | 1              | 103    | 20     | 24     |
| 2015/16       | Atlético Madrid   | Primera Division   | 29         | 4          | 1          | 5     | 0     | 2     | 9              | 1              | 2              | 43     | 5      | 5      |
| 2016/17       | Atlético Madrid   | Primera Division   | 35         | 10         | 8          | 6     | 2     | 2     | 12             | 2              | 0              | 53     | 14     | 10     |
| 2017/18       | Atlético Madrid   | Primera Division   | 17         | 3          | 4          | 5     | 1     | 2     | 6              | 0              | 1              | 28     | 4      | 7      |
| Club Totaal   | Club Totaal       | Club Totaal        | 81         | 17         | 13         | 16    | 3     | 6     | 27             | 3              | 3              | 124    | 23     | 22     |
| 2018          | Dalian Yifang     | China Super League | 25         | 7          | 9          | 1     | 0     | 0     | —              | —              | —              | 26     | 7      | 9      |
| 2019          | Dalian Yifang     | China Super League | 25         | 17         | 9          | 1     | 0     | 0     | —              | —              | —              | 26     | 17     | 9      |
| Club Totaal   | Club Totaal       | Club Totaal        | 50         | 24         | 18         | 2     | 0     | 0     | 0              | 0              | 0              | 52     | 24     | 18     |
| 2019/20       | → Atlético Madrid | Primera Division   | 15         | 1          | 4          | 0     | 0     | 0     | 1              | 0              | 0              | 16     | 1      | 4      |
| 2020/21       | Atlético Madrid   | Primera Division   | 30         | 6          | 10         | 0     | 0     | 0     | 5              | 1              | 1              | 35     | 7      | 11     |
| 2021/22       | Atlético Madrid   | Primera Division   | 34         | 6          | 6          | 3     | 0     | 1     | 7              | 0              | 0              | 44     | 6      | 7      |
| 2022/23       | Atlético Madrid   | Primera Division   | 35         | 7          | 3          | 3     | 2     | 0     | 6              | 1              | 2              | 44     | 10     | 5      |
| 2023/24       | Atlético Madrid   | Primera Division   | 3          | 0          | 1          | 0     | 0     | 0     | 0              | 0              | 0              | 3      | 0      | 1      |
| Club Totaal * | Club Totaal *     | Club Totaal *      | 198        | 37         | 37         | 22    | 5     | 7     | 46             | 5              | 6              | 266    | 47     | 50     |
| 2023/24       | Al-Shabab FC      | Saudi Pro League   | 15         | 3          | 3          | 3     | 4     | 1     | —              | —              | —              | 18     | 7      | 4      |
| Club Totaal   | Club Totaal       | Club Totaal        | 15         | 3          | 3          | 3     | 4     | 1     | 0              | 0              | 0              | 18     | 7      | 4      |
| TOTAAL        | TOTAAL            | TOTAAL             | 344        | 79         | 77         | 39    | 13    | 12    | 56             | 6              | 7              | 439    | 98     | 96     |

- * 2 periodes samengeteld.

## Interlandcarrière
Bondscoach Marc Wilmots selecteerde Carrasco op 20 maart 2015 voor het eerst voor het Belgisch voetbalelftal. Hij maakte op 28 maart vervolgens zijn debuut, toen hij in een EK-kwalificatiematch tegen Cyprus mocht invallen in de 69e minuut. Op 7 juni 2015 volgde zijn tweede interland. In een oefeninterland tegen Frankrijk viel hij in na 59 minuten.

#### EK 2016 Frankrijk
In juni 2016 werd Carrasco geselecteerd voor het Europees kampioenschap in Frankrijk. Hij speelde elke wedstrijd. In de eerste groepswedstrijd, tegen Italië (0-2 verlies), viel hij een kwartier voor tijd in voor Laurent Ciman. Carrasco stond in de basis in de wedstrijden tegen Ierland (3-0) en van Zweden (0-1), maar werd wel telkens gewisseld voor Dries Mertens in de tweede helft. In de achtste finale stond België tegenover Hongarije. Carrasco viel in minuut 70 in en legde de 0-4-eindstand voor België vast met zijn eerste interlandgoal. In de kwartfinale tegen Wales stond hij weer in de basis, om na de rust vervangen te worden door Fellaini. België verloor met 3-1 en moest het toernooi verlaten.

#### WK 2018 Rusland
De kwalificatiecampagne voor het WK 2018 in Rusland werd afgetrapt tegen Cyprus. Hierin maakte Carrasco met zijn tweede goal voor België de 0-3, tevens de eindstand.
Op 9 november 2016 speelde België vriendschappelijk tegen Nederland. Hierin tekende Carrasco voor de gelijkmaker (en opnieuw de eindstand) nadat Davy Klaassen Nederland op voorsprong had gebracht met een penalty.
Vier dagen later, op 13 november, scoorde Carrasco opnieuw. In de 8-1 overwinning van België tegen Estland maakte hij de 4-1. Op 7 oktober 2017, toen de kwalificatie voor het WK al veiliggesteld was, speelde België uit tegen Bosnië. Het werd 3-4 voor de Rode Duivels, Carrasco maakte in minuut 83 het winnende doelpunt.
In de groepsfase van het WK stond Carrasco in de basis tegen Panama (3-0 winst) en een kwartier voor tijd werd hij gewisseld voor Mousa Dembélé. Tegen Tunesië (5-2 winst) speelde hij de hele wedstrijd, maar in de laatste groepswedstrijd tegen Engeland (0-1 winst) kwam hij niet in actie. Carrasco stond in de basis tegen Japan in de achtste finale, maar werd in minuut 65 gewisseld voor Nacer Chadli, die in de blessuretijd de 3-2 maakte voor België. Hij speelde niet tegen Brazilië (1-2 winst), maar in de halve finale tegen Frankrijk (1-0 verlies) viel hij tien minuten voor tijd in. Tijdens de troostfinale tegen Engeland, die België met 2-0 won voor een historische bronzen WK-medaille, bleef Carrasco op de bank.

#### EK 2020
Door de Covid-19 pandemie werd het EK 2020 pas in de zomer van 2021 gespeeld. Carrasco kwam in drie van de vijf gespeelde wedstrijden van België in actie. De mainstream media vonden zijn prestaties op het EK weinig overtuigend.

#### WK 2022 Qatar
Carrasco speelde twee interlands op het WK 2022 in Qatar, waar België reeds na de groepsfase was uitgeschakeld.

#### EK 2024 Duitsland
Eind mei 2024 werd Carrasco door bondscoach Domenico Tedesco opgenomen in de selectie voor het EK 2024 in Duitsland.

### Interlands
| Interlands van Yannick Carrasco voor België | Interlands van Yannick Carrasco voor België | Interlands van Yannick Carrasco voor België | Interlands van Yannick Carrasco voor België | Interlands van Yannick Carrasco voor België | Interlands van Yannick Carrasco voor België |
| No.                                         | Datum                                       | Wedstrijd                                   | Uitslag                                     | Soort Wedstrijd                             | Doelpunten                                  |
| Als speler bij AS Monaco                    | Als speler bij AS Monaco                    | Als speler bij AS Monaco                    | Als speler bij AS Monaco                    | Als speler bij AS Monaco                    | Als speler bij AS Monaco                    |
| ------------------------------------------- | ------------------------------------------- | ------------------------------------------- | ------------------------------------------- | ------------------------------------------- | ------------------------------------------- |
| 1.                                          | 28 maart 2015                               | België – Cyprus                             | 5 – 0                                       | Kwalificatie EK 2016                        | -                                           |
| 2.                                          | 07 juni 2015                                | Frankrijk – België                          | 3 – 4                                       | Vriendschappelijk                           | -                                           |
| 3.                                          | 12 juni 2015                                | Wales - België                              | 1 - 0                                       | Kwalificatie EK 2016                        | -                                           |
| Als speler bij Atletico Madrid              |                                             |                                             |                                             |                                             |                                             |
| 4.                                          | 13 november 2015                            | België – Italië                             | 3 – 1                                       | Vriendschappelijk                           | -                                           |
| 5.                                          | 13 juni 2016                                | België – Italië                             | 0 – 2                                       | EK 2016                                     | -                                           |
| 6.                                          | 18 juni 2016                                | België – Ierland                            | 3 – 0                                       | EK 2016                                     | -                                           |
| 7.                                          | 22 juni 2016                                | Zweden – België                             | 0 – 1                                       | EK 2016                                     | -                                           |
| 8.                                          | 26 juni 2016                                | Hongarije – België                          | 0 – 4                                       | EK 2016                                     | 90+1'                                       |
| 9.                                          | 1 juli 2016                                 | Wales – België                              | 3 – 1                                       | EK 2016                                     | -                                           |
| 10.                                         | 1 september 2016                            | België – Spanje                             | 0 – 2                                       | Vriendschappelijk                           | -                                           |
| 11.                                         | 6 september 2016                            | Cyprus – België                             | 0 – 3                                       | Kwalificatie WK 2018                        | 81'                                         |
| 12.                                         | 7 oktober 2016                              | België – Bosnië en Herzegovina              | 4 – 0                                       | Kwalificatie WK 2018                        | -                                           |
| 13.                                         | 10 oktober 2016                             | Gibraltar - België                          | 0 - 6                                       | Kwalificatie WK 2018                        | -                                           |
| 14.                                         | 9 november 2016                             | Nederland - België                          | 1 - 1                                       | Vriendschappelijk                           | 82'                                         |
| 15.                                         | 13 november 2016                            | België - Estland                            | 8 - 1                                       | Kwalificatie WK 2018                        | 62'                                         |
| 16.                                         | 25 maart 2017                               | België - Griekenland                        | 1 - 1                                       | Kwalificatie WK 2018                        | -                                           |
| 17.                                         | 28 maart 2017                               | Rusland - België                            | 3 - 3                                       | Vriendschappelijk                           | -                                           |
| 18.                                         | 5 juni 2017                                 | België - Tsjechië                           | 2 - 1                                       | Vriendschappelijk                           | -                                           |
| 19.                                         | 9 juni 2017                                 | Estland - België                            | 0 - 2                                       | Kwalificatie WK 2018                        | -                                           |
| 20.                                         | 31 augustus 2017                            | België - Gibraltar                          | 9 - 0                                       | Kwalificatie WK 2018                        | -                                           |
| 21.                                         | 3 september 2017                            | Griekenland - België                        | 1 - 2                                       | Kwalificatie WK 2018                        | -                                           |
| 22.                                         | 7 oktober 2017                              | Bosnië en Herzegovina - België              | 3 - 4                                       | Kwalificatie WK 2018                        | 83'                                         |
| Als speler bij Dalian Yifang                |                                             |                                             |                                             |                                             |                                             |
| 23.                                         | 27 maart 2018                               | België – Saoedi-Arabië                      | 4 – 0                                       | Vriendschappelijk                           | -                                           |
| 24.                                         | 2 juni 2018                                 | België – Portugal                           | 0 – 0                                       | Vriendschappelijk                           | -                                           |
| 25.                                         | 6 juni 2018                                 | België – Egypte                             | 3 – 0                                       | Vriendschappelijk                           | -                                           |
| 26.                                         | 11 juni 2018                                | België – Costa Rica                         | 4 – 1                                       | Vriendschappelijk                           | -                                           |
| 27.                                         | 18 juni 2018                                | België – Panama                             | 3 – 0                                       | WK 2018 groepsfase                          | -                                           |
| 28.                                         | 23 juni 2018                                | België – Tunesië                            | 5 – 2                                       | WK 2018 groepsfase                          | -                                           |
| 29.                                         | 2 juli 2018                                 | België – Japan                              | 3 – 2                                       | WK 2018 achtste finale                      | -                                           |
| 30.                                         | 10 juli 2018                                | Frankrijk – België                          | 1 – 0                                       | WK 2018 halve finale                        | -                                           |
| 31.                                         | 7 september 2018                            | Schotland – België                          | 0 – 4                                       | Vriendschappelijk                           | -                                           |
| 32.                                         | 11 september 2018                           | IJsland – België                            | 0 – 3                                       | UEFA Nations League 2018/19                 | -                                           |
| 33.                                         | 12 oktober 2018                             | België – Zwitserland                        | 2 – 1                                       | UEFA Nations League 2018/19                 | -                                           |
| 34.                                         | 16 oktober 2018                             | België – Nederland                          | 1 – 1                                       | Vriendschappelijk                           | -                                           |
| 35.                                         | 24 maart 2019                               | Cyprus – België                             | 0 – 2                                       | EK 2020 kwalificatie                        | -                                           |
| 36.                                         | 11 juni 2019                                | België – Schotland                          | 3 – 0                                       | EK 2020 kwalificatie                        | -                                           |
| 37.                                         | 6 september 2019                            | San Marino – België                         | 0 – 4                                       | EK 2020 kwalificatie                        | -                                           |
| 38.                                         | 9 september 2019                            | Schotland – België                          | 0 – 4                                       | EK 2020 kwalificatie                        | -                                           |
| 39.                                         | 10 oktober 2019                             | België – San Marino                         | 9 – 0                                       | EK 2020 kwalificatie                        | -                                           |
| 40.                                         | 13 oktober 2019                             | Kazachstan – België                         | 0 – 2                                       | EK 2020 kwalificatie                        | -                                           |
| 41.                                         | 19 oktober 2019                             | België – Cyprus                             | 6 – 1                                       | EK 2020 kwalificatie                        | 44'                                         |
| Als speler bij Atletico Madrid              |                                             |                                             |                                             |                                             |                                             |
| 42.                                         | 5 september 2020                            | Denemarken – België                         | 0 – 2                                       | UEFA Nations League 2020/21                 | -                                           |
| 43.                                         | 11 oktober 2020                             | Engeland – België                           | 2 – 1                                       | UEFA Nations League 2020/21                 | -                                           |
| 44.                                         | 14 oktober 2020                             | IJsland – België                            | 1 – 2                                       | UEFA Nations League 2020/21                 | -                                           |
| 45.                                         | 3 juni 2021                                 | België – Griekenland                        | 1 – 1                                       | Vriendschappelijk                           | -                                           |
| 46.                                         | 6 juni 2021                                 | België – Kroatië                            | 1 – 0                                       | Vriendschappelijk                           | -                                           |
| 47.                                         | 12 juni 2021                                | België - Rusland                            | 3 – 0                                       | EK 2020 groepsfase                          | -                                           |
| 48.                                         | 17 juni 2021                                | Denemarken - België                         | 1 – 2                                       | EK 2020 groepsfase                          | -                                           |
| 49.                                         | 27 juni 2021                                | België - Portugal                           | 1 – 0                                       | EK 2020 achtste finale                      | -                                           |
| 50.                                         | 2 september 2021                            | Estland - België                            | 2 – 5                                       | Kwalificatie WK 2022                        | -                                           |
| 51.                                         | 5 september 2021                            | België − Tsjechië                           | 3 – 0                                       | Kwalificatie WK 2022                        | -                                           |
| 52.                                         | 7 oktober 2021                              | België – Frankrijk                          | 2 – 3                                       | UEFA Nations League 2020/21 halve finale    | 37'                                         |
| 53.                                         | 10 oktober 2021                             | Italië – België                             | 2 – 1                                       | UEFA Nations League 2020/21 troostfinale    | -                                           |
| 54.                                         | 13 november 2021                            | België - Estland                            | 3 – 1                                       | Kwalificatie WK 2022                        | 53'                                         |
| 55.                                         | 3 juni 2022                                 | België – Nederland                          | 1 – 4                                       | UEFA Nations League 2022/23                 | -                                           |
| 56.                                         | 8 juni 2022                                 | België – Polen                              | 6 – 1                                       | UEFA Nations League 2022/23                 | -                                           |
| 57.                                         | 11 juni 2022                                | Wales - België                              | 1 – 1                                       | UEFA Nations League 2022/23                 | -                                           |
| 58.                                         | 22 september 2022                           | België – Wales                              | 2 – 1                                       | UEFA Nations League 2022/23                 | -                                           |
| 59.                                         | 25 september 2022                           | Nederland – België                          | 1 – 0                                       | UEFA Nations League 2022/23                 | -                                           |
| 60.                                         | 18 november 2022                            | België – Egypte                             | 1 – 2                                       | Vriendschappelijk                           | -                                           |
| 61.                                         | 23 november 2022                            | België – Canada                             | 1 – 0                                       | WK 2022 groepsfase                          | -                                           |
| 62.                                         | 1 december 2022                             | Kroatië – België                            | 0 – 0                                       | WK 2022 groepsfase                          | -                                           |
| 63.                                         | 24 maart 2023                               | Zweden – België                             | 0 – 3                                       | Kwalificatie EK 2024                        | -                                           |
| 64.                                         | 28 maart 2023                               | Duitsland – België                          | 2 – 3                                       | Vriendschappelijk                           | 6'                                          |
| 65.                                         | 17 juni 2023                                | België – Oostenrijk                         | 1 – 1                                       | Kwalificatie EK 2024                        | -                                           |
| 66.                                         | 12 september 2023                           | Estland – België                            | 0 – 3                                       | Kwalificatie EK 2024                        | -                                           |
| Als speler bij Al-Shabab FC                 |                                             |                                             |                                             |                                             |                                             |
| 67.                                         | 9 september 2023                            | Azerbeidzjan – België                       | 0 – 1                                       | Kwalificatie EK 2024                        | 38'                                         |
| 68.                                         | 12 september 2023                           | België – Estland                            | 5 – 0                                       | Kwalificatie EK 2024                        | -                                           |
| 69.                                         | 13 oktober 2023                             | Oostenrijk – België                         | 2 – 3                                       | Kwalificatie EK 2024                        | -                                           |
| 70.                                         | 16 oktober 2023                             | België – Zweden                             | 1 – 1                                       | Kwalificatie EK 2024                        | -                                           |
| 71.                                         | 15 november 2023                            | België – Servië                             | 1 – 0                                       | vriendschappelijk                           | 2'                                          |
| 72.                                         | 19 november 2023                            | België – Azerbeidzjan                       | 5 – 0                                       | Kwalificatie EK 2024                        | -                                           |
| 73.                                         | 5 juni 2024                                 | België – Montenegro                         | 2 – 0                                       | Vriendschappelijk                           | -                                           |
| 74.                                         | 8 juni 2024                                 | België – Luxemburg                          | 3 – 0                                       | Vriendschappelijk                           | -                                           |
| 75.                                         | 17 juni 2024                                | België – Slowakije                          | 0 – 1                                       | EK 2024 groepsfase                          | -                                           |
| 76.                                         | 22 juni 2024                                | België – Roemenië                           | 2 – 0                                       | EK 2024 groepsfase                          | -                                           |
| 77.                                         | 26 juni 2024                                | Oekraïne – België                           | 0 – 0                                       | EK 2024 groepsfase                          | -                                           |
| 78.                                         | 1 juli 2024                                 | Frankrijk – België                          | 1 – 0                                       | EK 2024 achtste finale                      | -                                           |
| Totaal                                      | Totaal                                      | Totaal                                      | Totaal                                      | Totaal                                      | 11                                          |
| Bijgewerkt t/m 1 juli 2024.                 |                                             |                                             |                                             |                                             |                                             |

## Erelijst
| Competitie         | Aantal    | Jaren     |
| AS Monaco          | AS Monaco | AS Monaco |
| ------------------ | --------- | --------- |
| Ligue 2            | 1x        | 2012/13   |
| Atlético Madrid    |           |           |
| Primera División   | 1x        | 2020/21   |
| UEFA Europa League | 1x        | 2017/18   |

| Competitie | Winnaar | Winnaar | Runner-up | Runner-up | Derde  | Derde  |
| Competitie | Aantal  | Jaren   | Aantal    | Jaren     | Aantal | Jaren  |
| België     | België  | België  | België    | België    | België | België |
| ---------- | ------- | ------- | --------- | --------- | ------ | ------ |
| FIFA WK    |         |         |           |           | 1x     | 2018   |

## Trivia
- Zijn oorspronkelijke familienaam was Ferreira-Carrasco. De naam Ferreira van zijn vader liet hij officieel schrappen tijdens zijn AS Monaco-periode, omdat zijn vader het gezin had verlaten toen Yannick nog zeer jong was.[24]
- Carrasco ondersteunt de sportvereniging YCFive in Vilvoorde waar hij opgegroeid is. Zij organiseren sportactiviteiten voor de lokale jongeren zoals streetsoccer toernooien. In mei 2021 besloten het lokale stadsbestuur en YCFive om samen een oude bedrijfsloods te verbouwen tot een sportcentrum. Streefdoel voor opening was het voorjaar van 2022.[25][26]